# Zarubicze
Zarubicze (biał. Зарубічы; ros. Зарубичи) – wieś na Białorusi, w obwodzie grodzieńskim, w rejonie grodzieńskim, w sielsowiecie Kwasówka.
Dawniej wieś oraz folwark. W dwudziestoleciu międzywojennym wieś leżała w Polsce, w województwie białostockim, w powiecie grodzieńskim.
Według Powszechnego Spisu Ludności z 1921 roku:
- wieś Zarubicze zamieszkiwało 135 osób, 30 było wyznania rzymskokatolickiego a 105 prawosławnego. Jednocześnie 118 mieszkańców zadeklarowało polską przynależność narodową a 17 białoruską. Było tu 27 budynków mieszkalnych;
- ówczesny folwark Zarubicze zamieszkiwało 15 osób, wszystkie były wyznania rzymskokatolickiego i deklarowały polską przynależność narodową. Był tu 1 budynek mieszkalny[2].

Miejscowość należała do parafii rzymskokatolickiej i parafii prawosławnej w Indurze.
Podlegała pod Sąd Grodzki w Indurze i Okręgowy w Grodnie; właściwy urząd pocztowy mieścił się w Indurze.
16 października 1933 wieś Zarubicze utworzyła gromadę Zarubicze w gminie Indura. Po II wojnie światowej weszła w struktury ZSRR.